# IAI Bird-Eye
IAI-Bird-Eye, est un drone de reconnaissance tactique israélien.

## Développement
Le développement de l'IAI Bird-Eye a commencé en 2003, en préparation d'un appel d'offres de l'administration israélienne pour le développement des armes et des infrastructures technologiques, pour la fourniture de modèles de mini-drone. Le besoin opérationnel d'un mini-drone a été identifié à la suite de la deuxième Intifada, lorsqu'en mars 2002, Tsahal a décidé d'acheter des services de systèmes de défense aéronautique pour des missions de renseignement tactique, à des fins de sécurité permanentes. La mission de l'entreprise était de lancer des drones dans la bande de Gaza et en Cisjordanie pour surveiller les activités terroristes dans l'Autorité palestinienne et mettre en garde contre les tentatives d'infiltration d'escouades terroristes sur le territoire israélien. En janvier 2004, un concours de démonstration a eu lieu, auquel ont participé, entre autres, des drones d'IAI, Elbit Systems et Rafael Advanced Defence Systems. À la suite de ce concours, l'armée israélienne a annoncé qu'elle préférait l'Elbit Skylark. IAI a finalement remporté un autre appel d'offres officiel quelques années plus tard. IAI a décidé de continuer à développer son Bird-Eye pour les marchés internationaux.

## Description
Les Bird Eye sont des drones de reconnaissance tactique, appareils qui sont propulsés par un moteur électrique actionnant une hélice bipale. Cela permet de réduire grandement la signature acoustique du drone même à basse altitude. Différentes versions sont construites, la plupart d’entre elles sont équipées d’ailes en flèches recourbées vers le bas à leurs extrémités et sont démunies d’empennages.
Le matériel de reconnaissance est constitué d’une caméra optique ou infrarouge située dans une boule gyrostabilisée installée sous le fuselage.
Le drone peut être lancé à la main ou grâce à une catapulte élastique. Un seul opérateur est nécessaire pour contrôler le drone
Ces appareils sont en général lancés à la main ou avec un élastique et peuvent être gérés par une seule personne. Les images recueillies sont retransmises en temps réel au poste de contrôle. L’atterrissage se fait grâce à un parachute qui est en général installé sous le fuselage ce qui permet d'éviter d'abimer le matériel électro-optique.

## Variantes
- Bird-Eye 100 - Version de base. Moteur électrique
- Bird-Eye 400 - Version à l'envergure plus grande. Moteur électrique.
- Bird-Eye 500 - Configuration légèrement différente de celles des précédents modèles. Moteur électrique.
- Bird-Eye 600 - Version agrandie du Bird Eye 400. Moteur électrique.
- Bird-Eye 650 - Version modernisée du Bird Eye 400. Moteur électrique[2].
- Bird-Eye 650D - Version avec un moteur thermique.

| Nom           | Masse max au décollage | Charge utile | Envergure | Longueur | Endurance | Portée |
| ------------- | ---------------------- | ------------ | --------- | -------- | --------- | ------ |
| Bird-Eye 100  | 1,3 kg                 |              | 85 cm     | 80 cm    | 1 h       | 5 km   |
| Bird-Eye 400  | 4,1 kg                 | 1,2 kg       | 2,2 m     | 0,8 m    | 80 min    | 15 km  |
| Bird-Eye 500  | 5 kg                   | 0,9 kg       | 2 m       | 1, m     | 1 h       | 10 km  |
| Bird-Eye 600  | 8.5 kg                 | 1,5 kg       |           |          | 2 h       | 10 km  |
| Bird-Eye 650  | 11 kg                  | 1,2 kg       | 3 m       |          | >4 h      | 20 km  |
| Bird-Eye 650D | 30 kg                  | 5,5 kg       | 4 m       |          | 15 h      | 150 km |

## Histoire opérationnelle
Un drone a été abattu en 2015 lors de son engagement durant la guerre du Donbass.

## Opérateurs militaires
- Israël
- Russie - sous le nom de Zastava. En mars 2009, Israël et la Russie ont signé un contrat pour fournir des drones de reconnaissance IAI Bird-Eye 400, dans le but d'améliorer sa flotte de drones, après une mauvaise performance pendant la guerre d'Ossétie du sud. Là où les Forces de défense de Géorgie ont utilisé l'Elbit Hermes 450, les Russes utilisaient les drones Tiptchak ainsi que des drones de l'ère Soviétique. L'accord était le tout premier achat annoncé publiquement par la Russie de matériel militaire israélien[4]. Il est fabriqué par Israel Aerospace Industries. En 2009, Israël signe un contrat de 400 millions de $ avec la Russie pour qu'une ligne d'assemblage de drones soit installée en Russie[5].
- Inde - En février 2015, Israel Aerospace Industries et l'indien Alpha Design Technologies ont signé un accord pour la production et la commercialisation de mini-drones en Inde, couvrant les modèles Bird-Eye 400 et Bird-Eye 650 d'IAI. Les sociétés ont annoncé que la production des systèmes aura lieu en Inde, tandis que l'intégration d'applications et de sous-systèmes supplémentaires sera réalisée par Alpha en Inde avec le soutien d'IAI[6].